# Paolo Marocchi
Paolo Marocchi (Suzzara, 16 maggio 1936 – Genova, 6 giugno 1998) è stato un allenatore di calcio e calciatore italiano, di ruolo terzino sinistro.

## Carriera
Trascorre l'intera carriera, giovanili comprese, con la Sampdoria, con cui disputa 11 campionati di Serie A.
Impostosi come titolare nella stagione 1957-1958, e poi a partire dalla stagione 1959-1960, è fra i protagonisti, con 34 presenze, della stagione 1960-1961, che vede i blucerchiati chiudere al quarto posto finale, miglior risultato di sempre dei genovesi fino ad allora.
Il prosieguo della sua carriera ad alti livelli è compromesso da un gravissimo infortunio al ginocchio subito in uno scontro col bolognese Marino Perani, nella penultima giornata del campionato 1961-1962, dal quale non riuscirà a recuperare completamente proseguendo la sua carriera alla Sampdoria fino al 1966 senza però riuscire a disputare più di 10 partite a stagione.
In carriera ha totalizzato complessivamente 156 presenze in Serie A, realizzando una rete nella sconfitta esterna contro il Bari della stagione 1958-1959.